# Grand Prix Japonii 2015
Grand Prix Japonii 2015 (oficjalnie 2015 Formula 1 Japanese Grand Prix) – czternasta eliminacja Mistrzostw Świata Formuły 1 w sezonie 2015. Grand Prix odbyło się w dniach 25–27 września 2015 roku na torze Suzuka International Racing Course w Suzuce.

## Lista startowa
Źródło: Wyprzedź Mnie!
| Nr | Kierowca         | Zespół                        | Samochód               | Silnik                         | Opony |
| -- | ---------------- | ----------------------------- | ---------------------- | ------------------------------ | ----- |
| 3  | Daniel Ricciardo | Infiniti Red Bull Racing      | Red Bull RB11          | Renault Energy F1-2015 1.6T V6 | P     |
| 5  | Sebastian Vettel | Scuderia Ferrari              | Ferrari SF15-T         | Ferrari 059/4 1.6T V6          | P     |
| 6  | Nico Rosberg     | Mercedes AMG Petronas F1 Team | Mercedes F1 W06 Hybrid | Mercedes-Benz PU106B 1.6T V6   | P     |
| 7  | Kimi Räikkönen   | Scuderia Ferrari              | Ferrari SF15-T         | Ferrari 059/4 1.6T V6          | P     |
| 8  | Romain Grosjean  | Lotus F1 Team                 | Lotus E23 Hybrid       | Mercedes-Benz PU106B 1.6T V6   | P     |
| 9  | Marcus Ericsson  | Sauber F1 Team                | Sauber C34             | Ferrari 059/4 1.6T V6          | P     |
| 11 | Sergio Pérez     | Sahara Force India F1 Team    | Force India VJM08      | Mercedes-Benz PU106B 1.6T V6   | P     |
| 12 | Felipe Nasr      | Sauber F1 Team                | Sauber C34             | Ferrari 059/4 1.6T V6          | P     |
| 13 | Pastor Maldonado | Lotus F1 Team                 | Lotus E23 Hybrid       | Mercedes-Benz PU106B 1.6T V6   | P     |
| 14 | Fernando Alonso  | McLaren Mercedes              | McLaren MP4-30         | Honda RA615H 1.6T V6           | P     |
| 19 | Felipe Massa     | Williams Martini Racing       | Williams FW37          | Mercedes-Benz PU106B 1.6T V6   | P     |
| 22 | Jenson Button    | McLaren Mercedes              | McLaren MP4-30         | Honda RA615H 1.6T V6           | P     |
| 26 | Daniił Kwiat     | Infiniti Red Bull Racing      | Red Bull RB11          | Renault Energy F1-2015 1.6T V6 | P     |
| 27 | Nico Hülkenberg  | Sahara Force India F1 Team    | Force India VJM08      | Mercedes-Benz PU106B 1.6T V6   | P     |
| 28 | Will Stevens     | Manor Marussia F1 Team        | Marussia MR03B         | Ferrari 059/3 1.6T V6          | P     |
| 33 | Max Verstappen   | Scuderia Toro Rosso           | Toro Rosso STR10       | Renault Energy F1-2015 1.6T V6 | P     |
| 44 | Lewis Hamilton   | Mercedes AMG Petronas F1 Team | Mercedes F1 W06 Hybrid | Mercedes-Benz PU106B 1.6T V6   | P     |
| 53 | Alexander Rossi  | Manor Marussia F1 Team        | Marussia MR03B         | Ferrari 059/3 1.6T V6          | P     |
| 55 | Carlos Sainz Jr. | Scuderia Toro Rosso           | Toro Rosso STR10       | Renault Energy F1-2015 1.6T V6 | P     |
| 77 | Valtteri Bottas  | Williams Martini Racing       | Williams FW37          | Mercedes-Benz PU106B 1.6T V6   | P     |
| Nr | Kierowca         | Zespół                        | Samochód               | Silnik                         | Opony |

## Wyniki

### Sesje treningowe
Źródło: Wyprzedź Mnie!
| Sesja | Nr | Kierowca         | Konstruktor        | Czas     | Okr. |
| ----- | -- | ---------------- | ------------------ | -------- | ---- |
| 1     | 55 | Carlos Sainz Jr. | Toro Rosso–Renault | 1:49,434 | 10   |
| 2     | 26 | Daniił Kwiat     | Red Bull–Renault   | 1:48,277 | 6    |
| 3     | 6  | Nico Rosberg     | Mercedes           | 1:33,995 | 19   |

### Kwalifikacje
Źródło: Wyprzedź Mnie!
| Poz. | Nr | Kierowca         | Konstruktor          | Q1       | Q2       | Q3       | Poz. s. |
| --- | --- | ---------------- | -------------------- | -------- | -------- | -------- | ------- |
| 1 | 6 | Nico Rosberg     | Mercedes             | 1:33,015 | 1:32,632 | 1:32,584 | 1       |
| 2 | 44 | Lewis Hamilton   | Mercedes             | 1:32,844 | 1:32,789 | 1:32,660 | 2       |
| 3 | 77 | Valtteri Bottas  | Williams–Mercedes    | 1:34,326 | 1:33,416 | 1:33,024 | 3       |
| 4 | 5 | Sebastian Vettel | Ferrari              | 1:34,431 | 1:33,844 | 1:33,245 | 4       |
| 5 | 19 | Felipe Massa     | Williams–Mercedes    | 1:34,744 | 1:33,377 | 1:33,337 | 5       |
| 6 | 7 | Kimi Räikkönen   | Ferrari              | 1:34,171 | 1:33,361 | 1:33,347 | 6       |
| 7 | 3 | Daniel Ricciardo | Red Bull–Renault     | 1:34,399 | 1:34,153 | 1:33,497 | 7       |
| 8 | 8 | Romain Grosjean  | Lotus–Mercedes       | 1:34,398 | 1:34,278 | 1:33,967 | 8       |
| 9 | 11 | Sergio Pérez     | Force India–Mercedes | 1:35,001 | 1:34,174 | –        | 9       |
| 10 | 26 | Daniił Kwiat     | Red Bull–Renault     | 1:34,646 | 1:34,201 | –        | PIT     |
| 11 | 27 | Nico Hülkenberg  | Force India–Mercedes | 1:35,328 | 1:34,390 | –        | 14      |
| 12 | 55 | Carlos Sainz Jr. | Toro Rosso–Renault   | 1:34,873 | 1:34,453 | –        | 11      |
| 13 | 13 | Pastor Maldonado | Lotus–Mercedes       | 1:34,796 | 1:34,497 | –        | 12      |
| 14 | 14 | Fernando Alonso  | McLaren–Honda        | 1:35,467 | 1:34,785 | –        | 13      |
| 15 | 33 | Max Verstappen   | Toro Rosso–Renault   | 1:34,522 | –        | –        | 18      |
| 16 | 22 | Jenson Button    | McLaren–Honda        | 1:35,664 | –        | –        | 15      |
| 17 | 9 | Marcus Ericsson  | Sauber–Ferrari       | 1:35,673 | –        | –        | 16      |
| 18 | 12 | Felipe Nasr      | Sauber–Ferrari       | 1:35,760 | –        | –        | 17      |
| 19 | 28 | Will Stevens     | Marussia–Ferrari     | 1:38,783 | –        | –        | 19      |
| 20 | 53 | Alexander Rossi  | Marussia–Ferrari     | 1:41,114 | –        | –        | 20      |
| Poz. | Nr | Kierowca         | Konstruktor          | Q1       | Q2       | Q3       | Poz. s. |
| \| Legenda \| Legenda \| \| ------------------------ \| ---------------------------------------------------------------------------------------------------------------------------------------------------------------------------------------------------------------------------------------------------------------- \| \| Poz. Nr Q1 Q2 Q3 Poz. s. \| Pozycja zajęta w sesji kwalifikacyjnej Numer startowy kierowcy Wynik uzyskany w pierwszej części kwalifikacji Wynik uzyskany w drugiej części kwalifikacji Wynik uzyskany w trzeciej części kwalifikacji Pozycja startowa po uwzględnięniu kar, przesunięć, itp. \| | |                  |                      |          |          |          |         |
| Legenda | |                  |                      |          |          |          |         |
| Poz. Nr Q1 Q2 Q3 Poz. s. | Pozycja zajęta w sesji kwalifikacyjnej Numer startowy kierowcy Wynik uzyskany w pierwszej części kwalifikacji Wynik uzyskany w drugiej części kwalifikacji Wynik uzyskany w trzeciej części kwalifikacji Pozycja startowa po uwzględnięniu kar, przesunięć, itp. |                  |                      |          |          |          |         |

### Wyścig

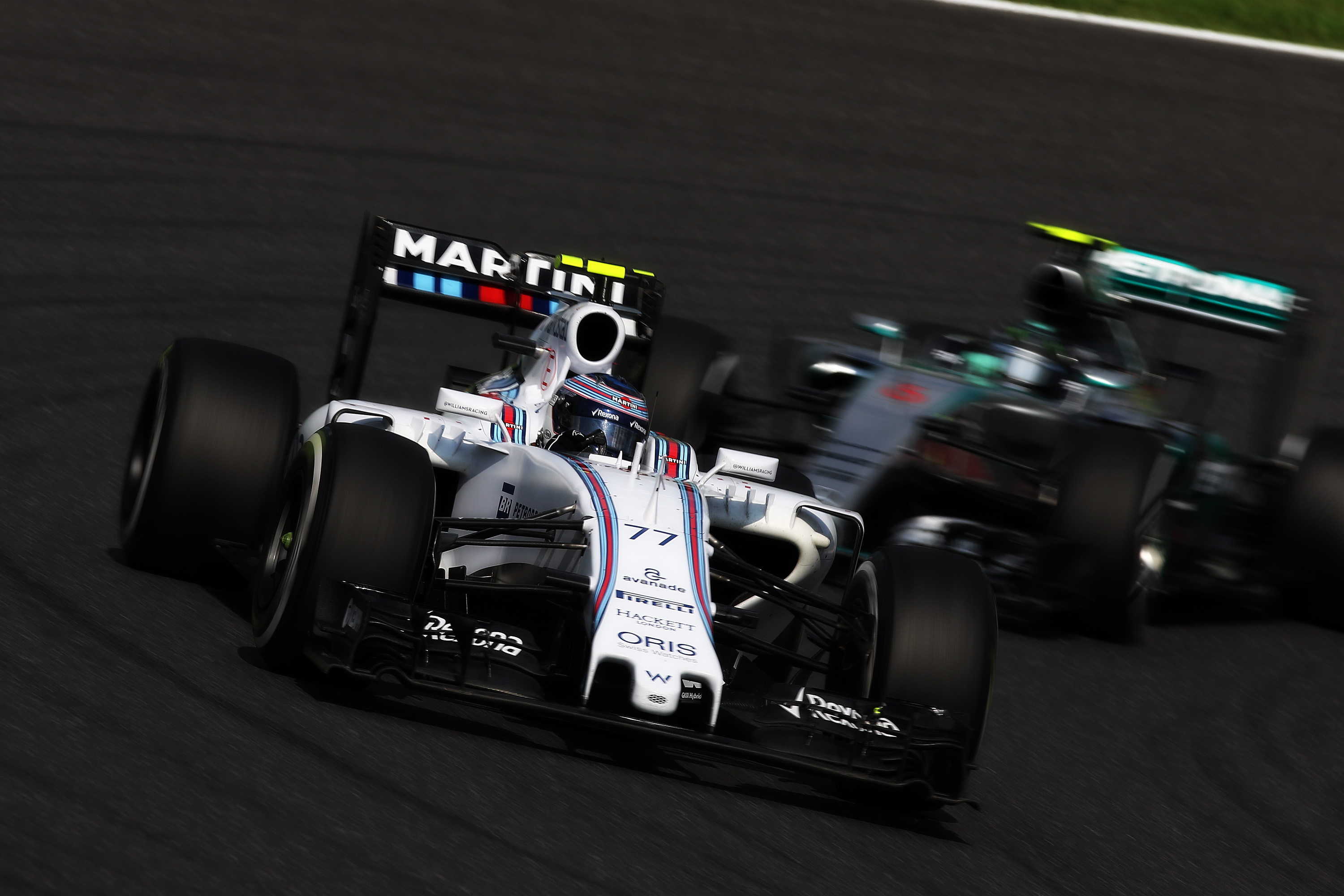
Valtteri Bottas i Nico Rosberg podczas wyścigu

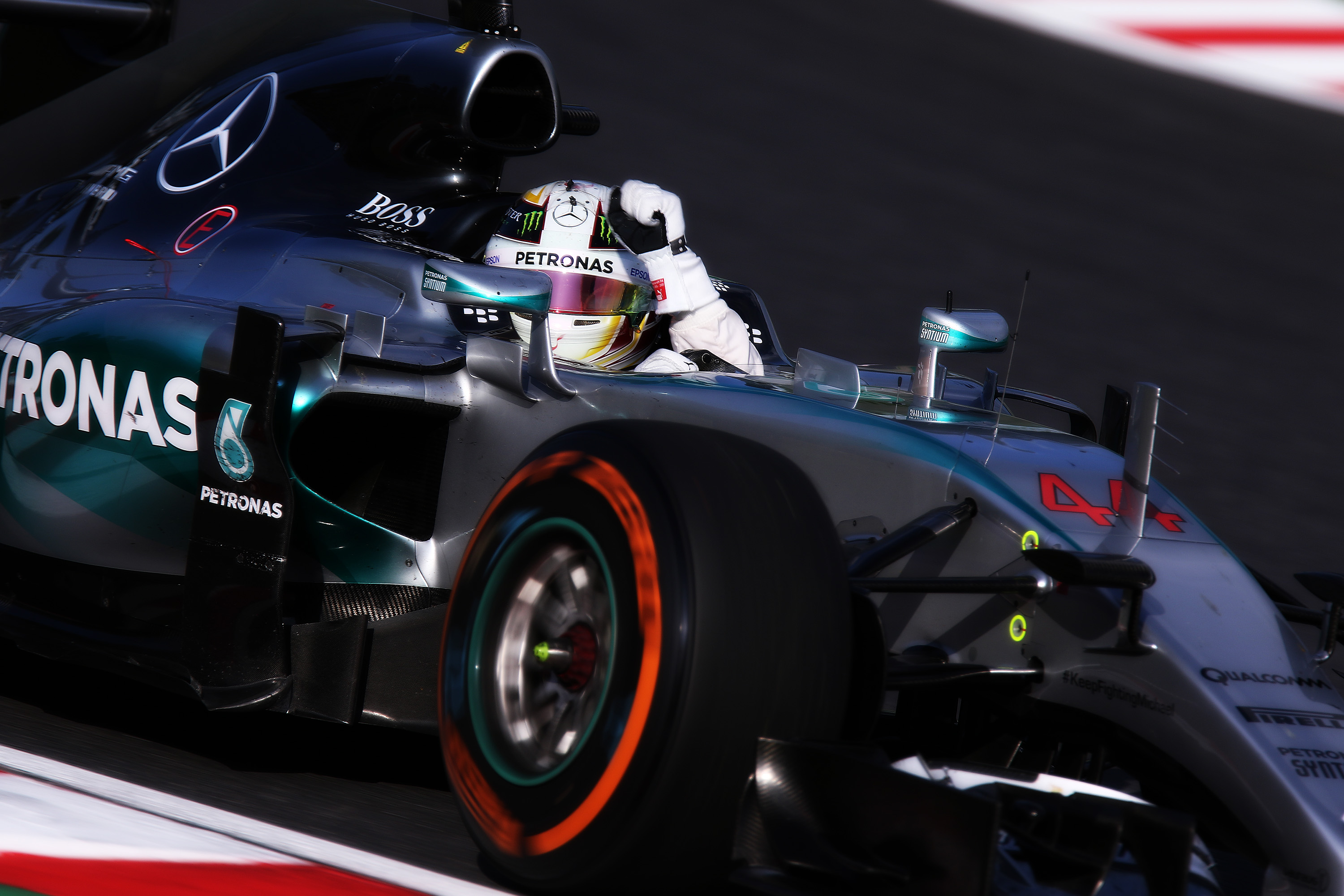
Lewis Hamilton po zwycięstwie w wyścigu

Źródło: Wyprzedź Mnie!
| P  | + / –     | Nr | Kierowca         | Konstruktor          | Okr. | Czas / Strata | Komentarz           |
| -- | --------- | -- | ---------------- | -------------------- | ---- | ------------- | ------------------- |
| 1  | 1         | 44 | Lewis Hamilton   | Mercedes             | 53   | 1h28m06,508   |                     |
| 2  | 1         | 6  | Nico Rosberg     | Mercedes             | 53   | +0:18,964     |                     |
| 3  | 1         | 5  | Sebastian Vettel | Ferrari              | 53   | +0:20,850     |                     |
| 4  | 2         | 7  | Kimi Räikkönen   | Ferrari              | 53   | +0:33,768     |                     |
| 5  | 2         | 77 | Valtteri Bottas  | Williams–Mercedes    | 53   | +0:36,746     |                     |
| 6  | 7         | 27 | Nico Hülkenberg  | Force India–Mercedes | 53   | +0:55,559     |                     |
| 7  | 1         | 8  | Romain Grosjean  | Lotus–Mercedes       | 53   | +1:12,298     |                     |
| 8  | 3         | 13 | Pastor Maldonado | Lotus–Mercedes       | 53   | +1:13,575     |                     |
| 9  | 8         | 33 | Max Verstappen   | Toro Rosso–Renault   | 53   | +1:35,315     |                     |
| 10 | Bez zmian | 55 | Carlos Sainz Jr. | Toro Rosso–Renault   | 52   | +1 okr.       |                     |
| 11 | 1         | 14 | Fernando Alonso  | McLaren–Honda        | 52   | +1 okr.       |                     |
| 12 | 3         | 11 | Sergio Pérez     | Force India–Mercedes | 52   | +1 okr.       |                     |
| 13 | 7         | 26 | Daniił Kwiat     | Red Bull–Renault     | 52   | +1 okr.       |                     |
| 14 | 1         | 9  | Marcus Ericsson  | Sauber–Ferrari       | 52   | +1 okr.       |                     |
| 15 | 8         | 3  | Daniel Ricciardo | Red Bull–Renault     | 52   | +1 okr.       |                     |
| 16 | 2         | 22 | Jenson Button    | McLaren–Honda        | 52   | +1 okr.       |                     |
| 17 | 12        | 19 | Felipe Massa     | Williams–Mercedes    | 51   | +2 okr.       |                     |
| 18 | 1         | 53 | Alexander Rossi  | Marussia–Ferrari     | 51   | +2 okr.       |                     |
| 19 | 1         | 28 | Will Stevens     | Marussia–Ferrari     | 50   | +3 okr.       |                     |
| 20 | 4         | 12 | Felipe Nasr      | Sauber–Ferrari       | 49   | +4 okr.       | usterka mechaniczna |
| P  | + / –     | Nr | Kierowca         | Konstruktor          | Okr. | Czas / Strata | Komentarz           |

### Najszybsze okrążenie
Źródło: Wyprzedź Mnie!
| Nr | Kierowca       | Konstruktor | Czas     | Okr. |
| -- | -------------- | ----------- | -------- | ---- |
| 44 | Lewis Hamilton | Mercedes    | 1:36,145 | 33   |

## Prowadzenie w wyścigu
Źródło: Racing–Reference.info
| Nr                              | Kierowca       | Okrążenia | Suma |
| ------------------------------- | -------------- | --------- | ---- |
| 44                              | Lewis Hamilton | 1-53      | 53   |
| 6                               | Nico Rosberg   | 1         | 0    |
| \| Wykres \| \| ------ \| \| \| |                |           |      |
| Wykres                          |                |           |      |
|                                 |                |           |      |

## Klasyfikacja po zakończeniu wyścigu

### Kierowcy
| P                 | +/− | Kierowca         | Starty | Punkty | P1 | P2 | P3 | PP | NO | NS |
| ----------------- | --- | ---------------- | ------ | ------ | -- | -- | -- | -- | -- | -- |
| 1                 | 0   | Lewis Hamilton   | 14     | 277    | 8  | 3  | 1  | 11 | 6  | 1  |
| 2                 | 0   | Nico Rosberg     | 14     | 229    | 3  | 6  | 2  | 2  | 3  | –  |
| 3                 | 0   | Sebastian Vettel | 14     | 218    | 3  | 2  | 5  | 1  | –  | –  |
| 4                 | 0   | Kimi Räikkönen   | 14     | 119    | –  | 1  | 1  | –  | 2  | 3  |
| 5                 | 0   | Valtteri Bottas  | 13     | 111    | –  | –  | 1  | –  | –  | –  |
| 6                 | 0   | Felipe Massa     | 14     | 97     | –  | –  | 2  | –  | –  | 1  |
| 7                 | 0   | Daniel Ricciardo | 14     | 73     | –  | 1  | 1  | –  | 3  | 2  |
| 8                 | 0   | Daniił Kwiat     | 13     | 66     | –  | 1  | –  | –  | –  | 1  |
| 9                 | +1  | Romain Grosjean  | 14     | 44     | –  | –  | 1  | –  | –  | 4  |
| 10                | −1  | Sergio Pérez     | 14     | 39     | –  | –  | –  | –  | –  | 1  |
| 11                | +1  | Nico Hülkenberg  | 13     | 38     | –  | –  | –  | –  | –  | 3  |
| 12                | −1  | Max Verstappen   | 14     | 32     | –  | –  | –  | –  | –  | 4  |
| 13                | 0   | Felipe Nasr      | 13     | 17     | –  | –  | –  | –  | –  | –  |
| 14                | 0   | Pastor Maldonado | 14     | 16     | –  | –  | –  | –  | –  | 8  |
| 15                | +1  | Carlos Sainz Jr. | 14     | 12     | –  | –  | –  | –  | –  | 5  |
| 16                | −1  | Fernando Alonso  | 13     | 11     | –  | –  | –  | –  | –  | 6  |
| 17                | 0   | Marcus Ericsson  | 14     | 9      | –  | –  | –  | –  | –  | 1  |
| 18                | 0   | Jenson Button    | 13     | 6      | –  | –  | –  | –  | –  | 5  |
| 19                | 0   | Roberto Merhi    | 11     | 0      | –  | –  | –  | –  | –  | 1  |
| 20                | 0   | Will Stevens     | 12     | 0      | –  | –  | –  | –  | –  | 1  |
| 21                | 0   | Alexander Rossi  | 2      | 0      | –  | –  | –  | –  | –  | –  |
| Niesklasyfikowani |     |                  |        |        |    |    |    |    |    |    |
|                   |     | Kevin Magnussen  | –      | –      | –  | –  | –  | –  | –  | –  |
| P                 | +/− | Kierowca         | Starty | Punkty | P1 | P2 | P3 | PP | NO | NS |

### Konstruktorzy
| P  | +/− | Konstruktor             | Starty | Punkty | P1 | P2 | P3 | PP | NO | NS |
| -- | --- | ----------------------- | ------ | ------ | -- | -- | -- | -- | -- | -- |
| 1  | 0   | Mercedes                | 28     | 506    | 11 | 9  | 3  | 13 | 9  | 1  |
| 2  | 0   | Ferrari                 | 28     | 337    | 3  | 3  | 6  | 1  | 2  | 3  |
| 3  | 0   | Williams Mercedes       | 27     | 208    | –  | –  | 3  | –  | –  | 1  |
| 4  | 0   | Red Bull Racing Renault | 27     | 139    | –  | 2  | 1  | –  | 3  | 3  |
| 5  | 0   | Force India Mercedes    | 27     | 77     | –  | –  | –  | –  | –  | 4  |
| 6  | 0   | Lotus Mercedes          | 28     | 60     | –  | –  | 1  | –  | –  | 12 |
| 7  | 0   | STR Renault             | 28     | 44     | –  | –  | –  | –  | –  | 9  |
| 8  | 0   | Sauber Ferrari          | 27     | 26     | –  | –  | –  | –  | –  | 1  |
| 9  | 0   | McLaren Honda           | 26     | 17     | –  | –  | –  | –  | –  | 11 |
| 10 | 0   | Marussia Ferrari        | 25     | 0      | –  | –  | –  | –  | –  | 2  |
| P  | +/− | Konstruktor             | Starty | Punkty | P1 | P2 | P3 | PP | NO | NS |